# Tout le plaisir a été pour moi
Albums de Dave
Doux Tam-Tam
(2004) Blue-Eyed Soul!
(2011)
Tout le plaisir a été pour moi est le quinzième album studio de Dave. Il est sorti chez Warner le 27 mars 2006.

## Titres
1. Calme
2. Tout le plaisir a été pour moi
3. Sous les cyprès
4. Chair inconnue
5. Portrait de vous
6. Fou de l'Italie
7. Pas un jour ne passe
8. Les p'tits bonheurs
9. Tout seul comme un grand
10. Un exil idéal
11. Copain ami amour
12. Mademoiselle Lucy
13. Le meilleur de mes souvenirs